# Grabowa (Wieluń)
Pour les articles homonymes, voir Grabowa.
Grabowa est une localité polonaise de la gmina de Pątnów, située dans le powiat de Wieluń en voïvodie de Łódź.